# 拉瓦克里和圣马丁德卡斯特里
拉瓦克里和圣马丹德卡斯特里（法語：La Vacquerie-et-Saint-Martin-de-Castries，法語發音：[la vakʁi e sɛ̃ maʁtɛ̃ də kastʁi]）是法国埃罗省的一个市镇，属于洛代沃区。

## 地理
拉瓦克里和圣马丹德卡斯特里（43°47'21"N, 3°27'38"E）面积43.05 平方千米，位于法国奧克西塔尼大區埃罗省，该省份为法国南部沿海省份，南濒地中海，西南接奥德省，西北接塔恩省和阿韦龙省，东北与加尔省接壤。

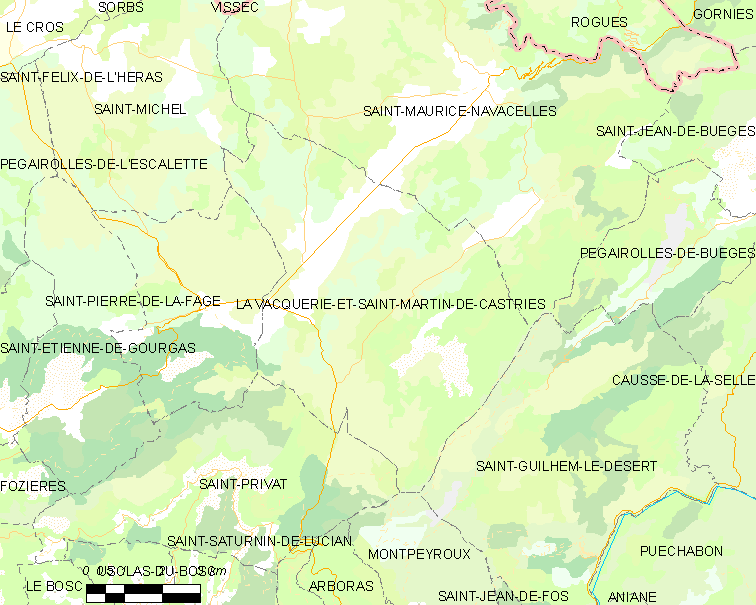
拉瓦克里和圣马丹德卡斯特里的OSM定位图

与拉瓦克里和圣马丹德卡斯特里接壤的市镇（或旧市镇、城区）包括：蒙佩鲁、圣吉耶姆勒代塞尔、圣莫里斯纳瓦塞勒、圣米歇尔、圣皮埃尔德拉法日、圣普里瓦。
拉瓦克里和圣马丹德卡斯特里的时区为UTC+01:00、UTC+02:00（夏令时）。

## 行政
拉瓦克里和圣马丹德卡斯特里的邮政编码为34520，INSEE市镇编码为34317。

## 政治
拉瓦克里和圣马丹德卡斯特里所属的省级选区为洛代沃县。

## 人口
拉瓦克里和圣马丹德卡斯特里于2022年1月1日时的人口数量为202人。

1962-2008年间拉瓦克里和圣马丹德卡斯特里人口变化图示